# Johanna Olson-Kennedy
 (juillet 2025).
Motif : Manque de source
- Archive Wikiwix
- Bing
- Cairn
- DuckDuckGo
- E. Universalis
- Gallica
- Google
- G. Books
- G. News
- G. Scholar
- Persée
- Qwant
- (zh) Baidu
- (ru) Yandex
- (wd) trouver des œuvres sur Wikidata

| 1. | Préciser le motif de la pose du bandeau. | Précisez le motif de la pose du bandeau en utilisant la syntaxe suivante : {{admissibilité à vérifier\|date=juillet 2025\|motif=remplacez ce texte par le motif}}                          |
| 2. | Informer les utilisateurs concernés.     | Pensez à avertir le créateur de l'article, par exemple, en insérant le code ci-dessous sur sa page de discussion : {{subst:avertissement admissibilité à vérifier\|Johanna Olson-Kennedy}} |

Johanna Olson-Kennedy est une médecin américaine spécialisée dans les soins aux enfants et adolescents souffrant de dysphorie de genre, ainsi qu'aux jeunes vivant avec le VIH et des douleurs chroniques. Elle est certifiée en pédiatrie et en médecine de l’adolescence, et elle est la directrice médicale du Center for Transyouth Health and Development à l'hôpital pour enfants de Los Angeles (Children's Hospital Los Angeles).
Olson-Kennedy est coautrice de plusieurs études sur les jeunes transgenres. Elle a également été interviewée dans de nombreux reportages médiatiques, a fréquemment témoigné en tant qu’experte devant les tribunaux, et, à partir de 2024, elle est présidente élue de la United States Professional Association for Transgender Health (USPATH).